# Idaea coercita
Idaea coercita är en fjärilsart som beskrevs av Lucas 1900. Idaea coercita ingår i släktet Idaea och familjen mätare. Inga underarter finns listade i Catalogue of Life.